# Dermatom (Instrument)

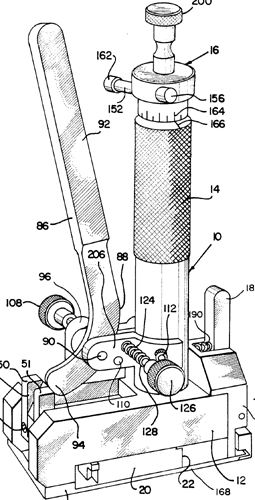
Schematische Zeichnung eines Dermatoms

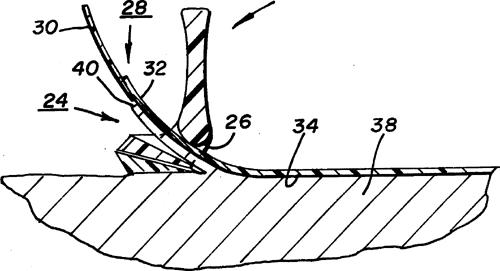
Schematische Darstellung der Gewinnung eines Hautlappens

Ein Dermatom (v. altgr. δἐρμα dérma Haut und τομή tomé Schnitt) ist ein chirurgisches Schneideinstrument, mit dem sich gleichmäßig dicke Hautlappen zur freien Transplantation gewinnen lassen. Die gewonnenen Hautareale finden bei Traumen, Verätzungen oder Verbrennungen Anwendung. In der Zahnheilkunde wird das Mukotom verwendet, um Mukosa-Transplantate abzutragen.

## Arten von Dermatomen
Dermatome können manuell oder elektrisch betrieben werden. In den 1930er-Jahren wurden die ersten manuell betriebenen Trommeldermatome entwickelt. Druckluftbetriebene und elektrische Dermatome arbeiten präziser bei der Explantation längerer Hautstreifen mit homogener Dicke. Mit dem Dermatom lassen sich Hautflächen von bis zu 80 Quadratzentimetern in einem Zug ablösen. Das Elektrodermatom, mit dem man die Haut in langen Streifen ablösen kann, wird bei der Behandlung von Brandwunden angewandt. Manuelle Dermatome (z. B. Messer nach Thiersch, Padgett-Trommeldermatom, Blair-Humby-Dermatom) sind für größere Entnahmestellen wenig geeignet. Bei Anwendung der Maschen- oder Netzlappen-Technik (Meshgraft-Transplantate) wird ein Spalthautlappen durch die Schneidewalze eines Meshgraft-Dermatoms mit einem Schnittmuster versehen.

## Mukotom in der Zahnheilkunde
Analog zum Dermatom wird in der Zahnheilkunde das Mukotom verwendet, um Mukosa (Schleimhaut) abzutragen, die für eine Gingivaextension als Transplantat dient. Dieses wird zur Verbreiterung der keratinisierten (befestigten) Gingiva im Vorfeld der Eingliederung von Zahnersatz (Präprothetik), bei der Versorgung von Zahnimplantaten und bei an Zahnfleischrückgang (Gingivarezession) erkrankten Zähnen angewendet. Man unterscheidet zwischen dem Handmukotom nach Deppeler, das mit Einmalklingen unterschiedlicher Breite (7–16 mm) bestückt wird und dem motorgetriebenen Mukotom nach Mörmann, mit dem Mukosastreifen von 6,5 mm Breite und 0,75 mm Dicke gewonnen werden können. Im Anschluss können die Transplantate bei Bedarf auf einer sterilen Glasscheibe unter Ringerlösung mit einem Skalpell in die benötigte Form geschnitten oder mit dem Mukotom ausgedünnt werden.